# Estorniguers
Estorniguers és un indret del terme municipal d'Isona i Conca Dellà, a l'antic terme d'Orcau, al Pallars Jussà.
El lloc és al sud-oest del poble d'Orcau, en el vessant meridional del Puig Falconer, a la capçalera del barranc del Pont de Fusta. És a la dreta del barranc de Ferreres, als peus de la Costa del Maneu.